# Диск Сабу

Диск Сабу

Диск Сабу — недоречний артефакт, знайдений в січні 1936 році єгиптологом Волтером Брайаном Емері (англ. Walter Brian Emery) під час розкопок мастаби чиновника Сабу на краю плато Північної Саккари. Датується 3100-3000 роком до нашої ери.

## Характеристики
Артефакт був знайдений серед глиняного посуду і являє правильну круглу тонкостінну кам'яну тарілку, виготовлену з мета-алевриту (метасілту в західній термінології), з трьома тонкими загнутими до центру напливами краями і невеликою циліндричною втулкою посередині. У місцях загину пелюсток краю до центру окружність диска продовжується тонким ободом круглого перетину близько сантиметра в діаметрі. Діаметр становить 61 см, і 10 см у висоту, форма окружності не ідеальна.
Цей виріб викликає ряд питань як про незрозуміле призначення подібного предмета, так і про спосіб, за допомогою якого його було виготовлено, оскільки аналогів не існує.
Нині Диск Сабу знаходиться в Каїрському єгипетському музеї.

## Пояснення можливого призначення диска
Сабу, в похованні якого знайдено диск, був високопоставленим чиновником або управителем міста чи провінції у час правління першої династії фараонів. Єгиптологія поки не змогла дати пояснення незвичайній формі диска Сабу. Існують думки, наприклад, що це тарілка для їжі незвичної форми. Британський дослідник Вільям Кей припускає, що це світильник або частина світильника. Єгиптолог Сіріл Олдред стверджує, що диск є просто відтворенням давнішого об'єкта.
Сумнівною є пояснення диска як моделі колеса — воно достовірно з'явилося в Єгипті лише в 1500 році до н. е. при 18-й Династії, під час вторгнення гіксосів. Схожі форми мають робочі органи сучасних змішувачів для хімічних процесів, але слідів хімічної корозії на диску не виявлено. Інше пояснення — водяний гвинт чи турбіна.